# Baptisteri de Butrot
El Baptisteri de Butrot és un lloc arqueològic del Comtat de Vlorë, a Albània, i forma part del Parc Nacional de Butrot. És una estructura antiga tardana coneguda pel paviment de mosaic ben conservat. El baptisteri circular també és notable com un antic monument romà adaptat al cristianisme.
Construït en el segle vi, se'n feren unes primeres excavacions en el baptisteri al maig del 1928, per una missió arqueològica italiana a Albània, dirigida per Luigi Maria Ugolini.

## Descripció
L'estructura redona del baptisteri, que té 14,5 m de diàmetre, s'edificà dins d'un gran espai rectangular que era part d'una casa de banys romana o un bany domèstic. Els arqueòlegs han identificat una saleta al nord-est del baptisteri com un caldari, o cambra calenta, d'un sistema de calefacció de l'hipocaust romà. L'existència d'aquest sistema podria explicar l'elecció de construir un baptisteri allí.

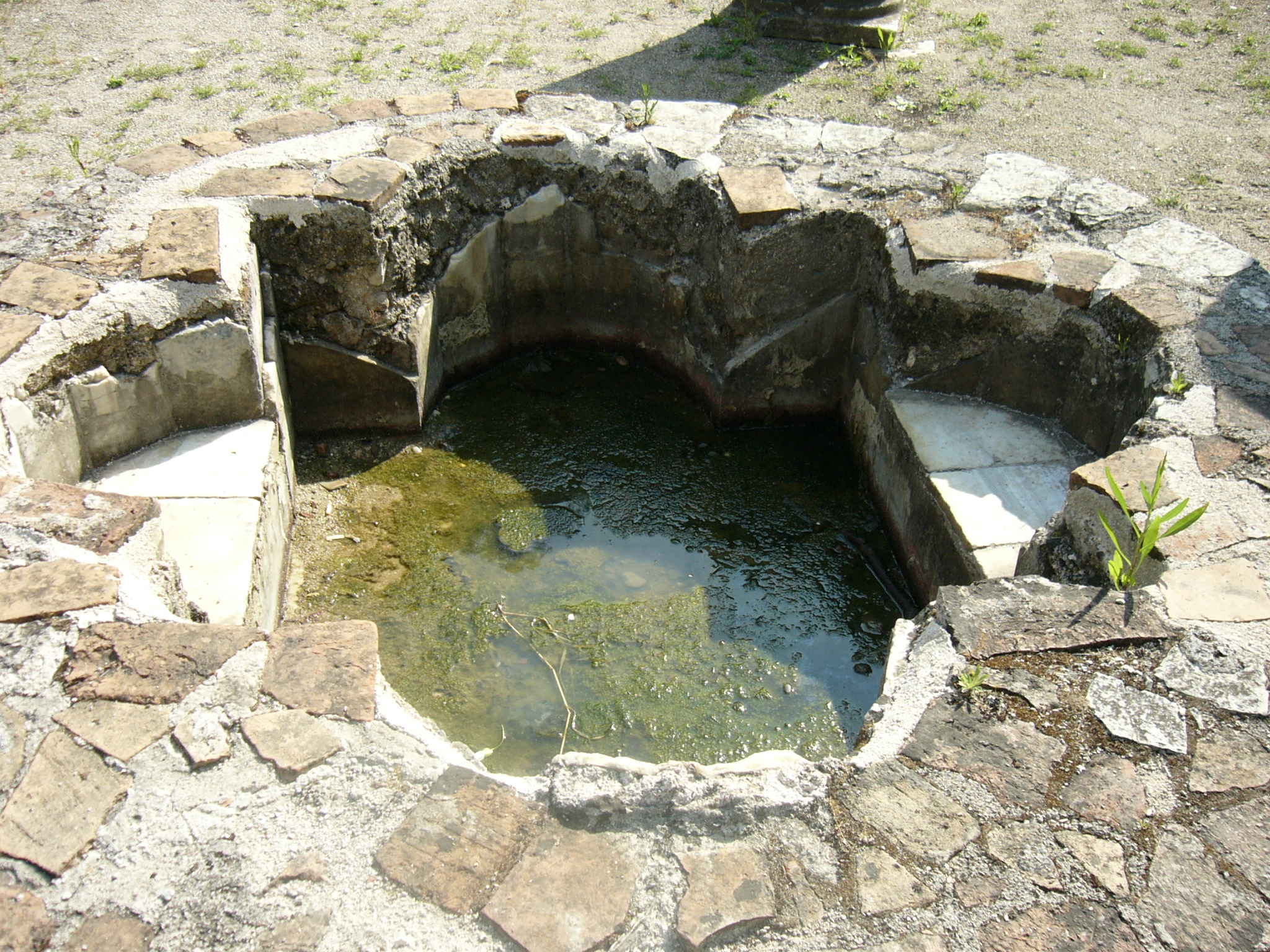
Font baptismal de Butrot

La font en forma de creu, característica central del baptisteri, té dos esglaons interiors, perquè els que es bategen puguen baixar a la bassa. Allí, el bisbe els vessaria aigua a sobre amb un petit atuell. L'habitació de la cantonada de l'est contenia un tanc d'aigua i un praefurnium, o forn per a escalfar aigua. L'aigua es canalitzava subterràniament directament cap a la font, on es barrejava amb aigua freda d'una cisterna dins el caldarium romà, més antic.
Situat dins d'una estructura amb voltes a la paret del baptisteri hi ha una altra font menuda, enfront de l'entrada, una característica inusual en un baptisteri. Els arqueòlegs creuen que tenia un propòsit simbòlic com una imatge de la Font de la Vida, un símbol iconogràfic cristià vinculat al baptisme.

## Columnes

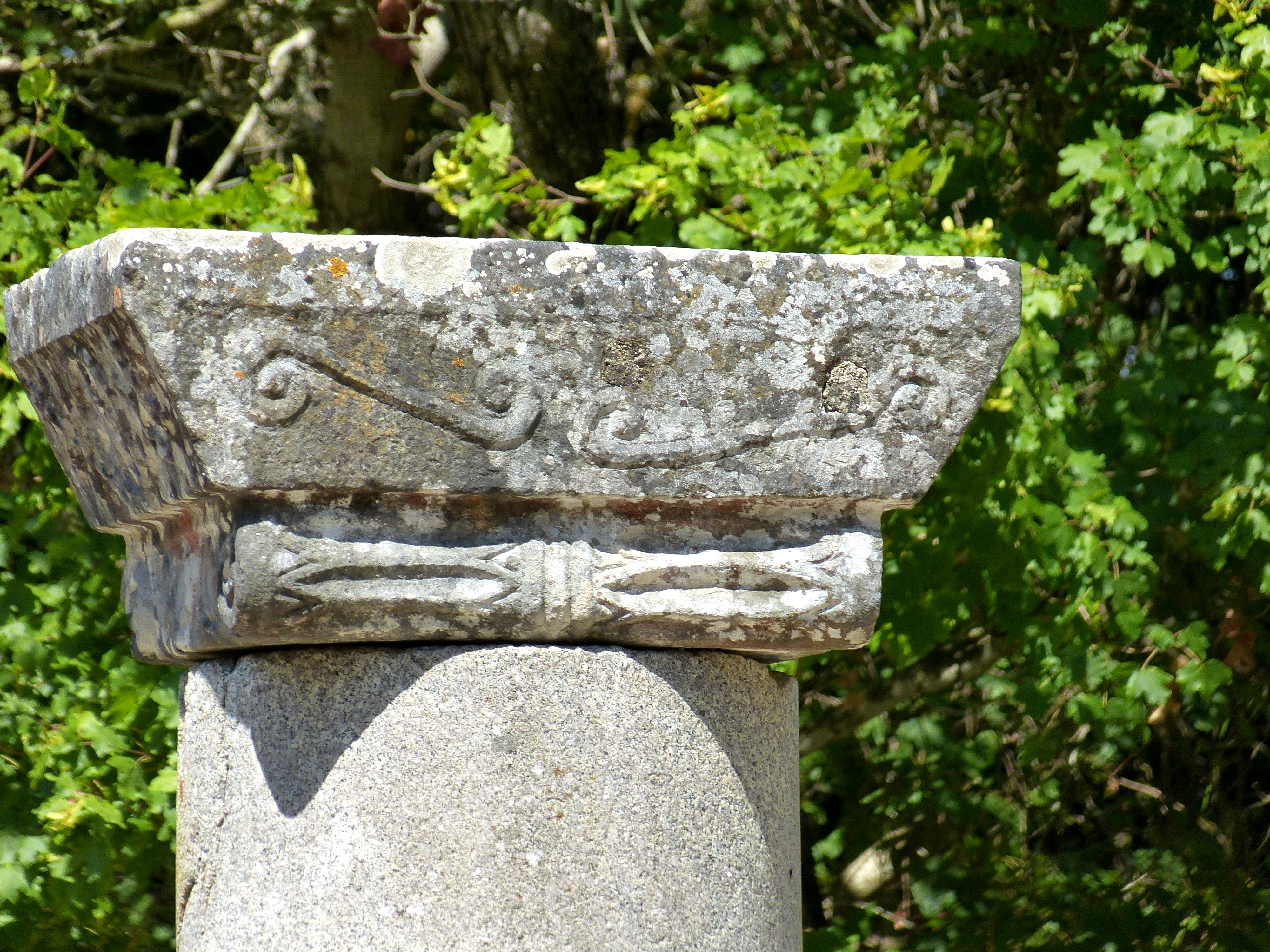
Capitell de columna del Baptisteri de Butrot

Dues columnates concèntriques —cadascuna amb vuit columnes, amb un total de 16— suportaven antigament un sostre de fusta. Les columnes són fetes de granit egipci, i es trobaven damunt bases reutilitzades. Els capitells amb imposta jònics, però, que presenten fulles d'acant, degueren ser fets específicament per al baptisteri. L'interior de la paret també presentava 24 mitges columnes i era cobert amb guix i pintat. Un banc baix, segurament alguna vegada cobert amb marbre polit, estava adossat al voltant dels peus de la paret interior.
L'arqueòleg John Mitchell, en The Butrint Baptistry and its Mosaics, comenta la singularitat d'aquestes columnates des del punt de vista arquitectònic: «… el fet que cadascuna conste de vuit columnes significa que la distància entre els eixos en el cercle exterior n'és si fa no fa el doble que en l'intern. Això crea problemes tècnics i estètics -arcs molt més amplis i més alts a l'arcada exterior- que han d'haver provat l'enginy de l'arquitecte fins al límit. Per consideracions simbòliques: el poder del número vuit … Cap altre edifici del període té aquesta forma».

## Mosaics
L'aspecte més notable del Baptisteri de Butrot ara és el paviment de mosaic. Segurament creat per artesans de Nicòpolis de l'Epir, el pis de mosaic és el més complex de totes les antigues estructures baptismals que encara hi ha a la Mediterrània a hores d'ara. De les set bandes circulars que giren al voltant de la font central, el mosaic presenta una iconografia relacionada tant amb el cristianisme com amb la vida aristocràtica.

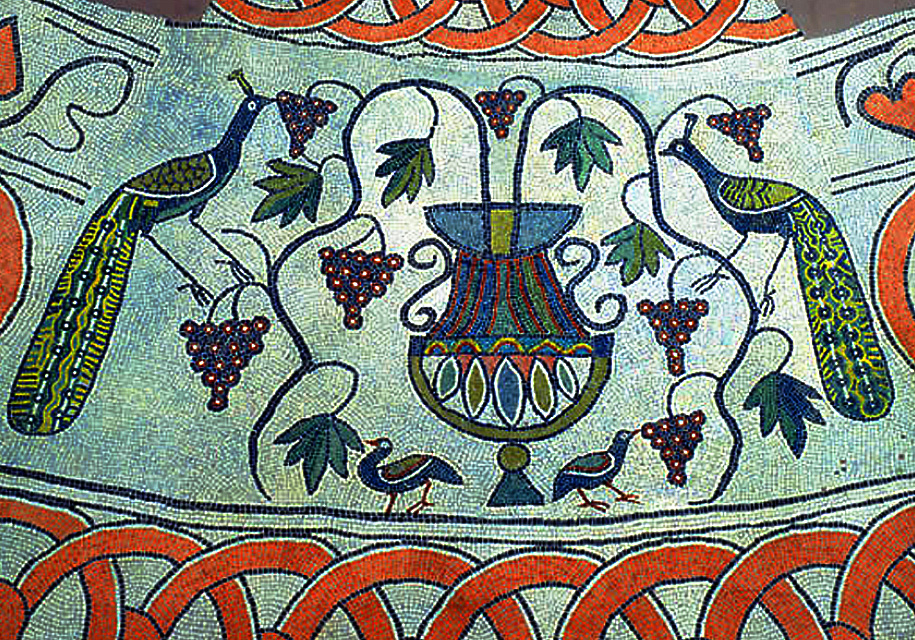
Detall del pis de mosaic del baptisteri, que representa dos paons menjant raïm d'un càntar

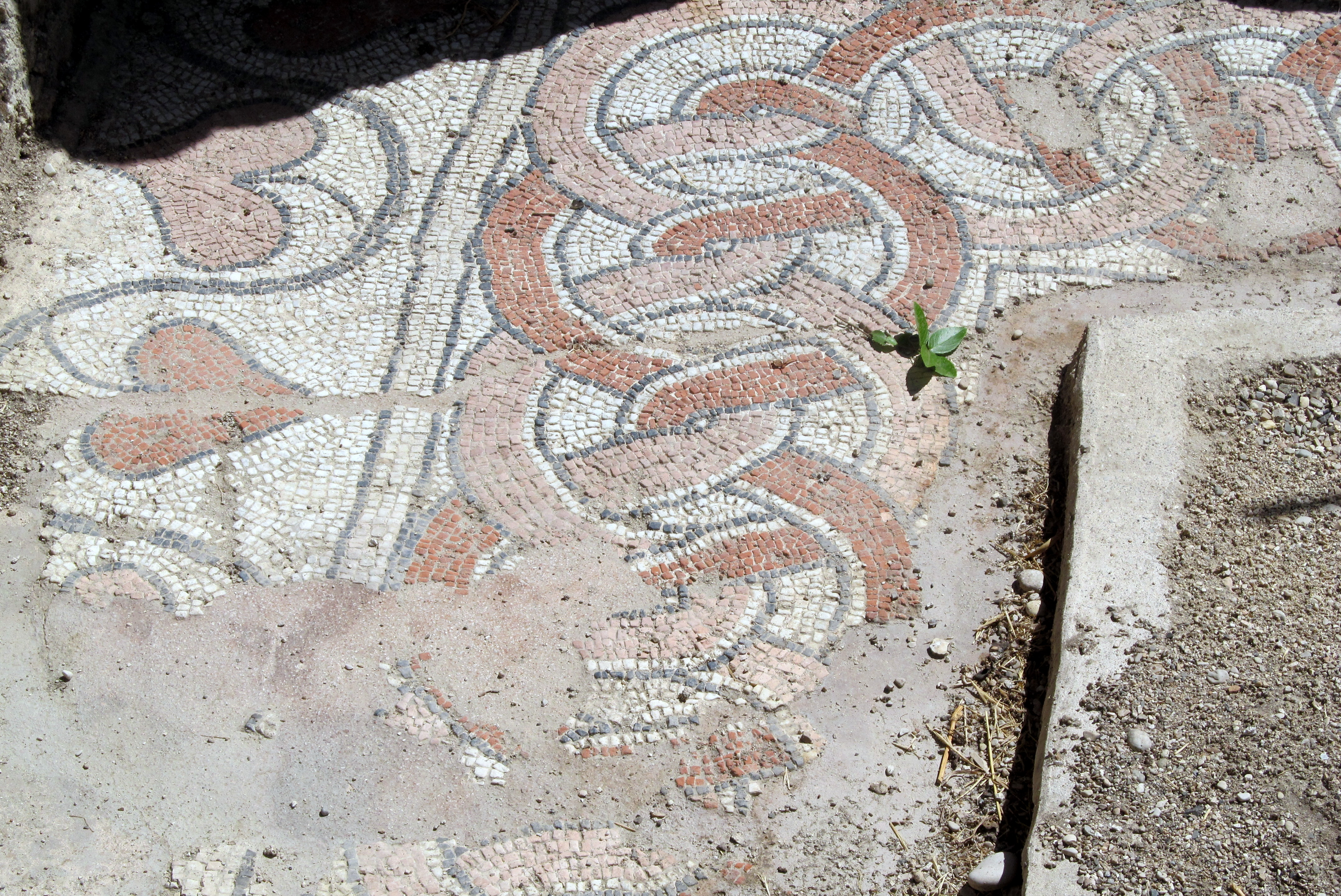
Detall del sòl de mosaic del baptisteri

Els mosaics del baptisteri tenen dues escenes destacades, i cadascuna evoca una iconografia cristiana d'un tema baptismal. En un, els paons són a cada costat d'un càntar, del qual pengen vinyes que amb raïms. Segons Mitchell, en creure's que la carn de paó no es descomponia, l'aparença de l'animal en l'art antic tardà simbolitzaria la vida eterna. L'altra escena representa dos cérvols en una font, referida a un versicle del Salm 42: «Com el cérvol brama pels rierols d'aigua, així batega la meua ànima després de tu, oh, Déu». Les dues imatges connecten l'aigua amb el concepte de vida eterna.
La resta dels mosaics, que presenten animals que s'encreuen al pis, no tenen un significat cristià manifest, tot i que Mitchell els interpreta com a representatius del Jardí de l'Edén bíblic. Els ocells i els animals marins, i les criatures domesticades i exòtiques, s'hi juxtaposen. Alguns plafons, però, també fan referència a la caça, coneguda en l'antiguitat clàssica com una pràctica aristocràtica. Per tant, la inclusió de criatures exòtiques, com ara lleopards, juntament amb símbols com un gos de caça i una xàrcia, també podria fer referència a les caceres d'animals dels privilegiats.
Alguns motius per tot el pis arredonit també poden tenir àrees d'importància cerimonial en el baptisteri, en comptes de servir sols de decoració. Mitchell remarcà que el patró que envolta la font central coincideix amb el patró d'alguns cercles més externs dels medallons. Això podria haver indicat el lloc on era el bisbe i es connectà visualment el poder cerimonial de la font amb el del bisbe.